# Nabil Karoui
Nabil Karoui (en árabe نبيل القروي ; Bizerte, 1 de agosto de 1963) es un empresario y político tunecino. Está al frente del grupo Karoui & Karoui World y del canal de televisión Nessma. 

## Carrera profesional
Tiene formación en marketing y ventas en multinacionales. Después de haber recorrido el sur de Francia en Colgate-Palmolive, se unió al departamento de ventas y marketing de la multinacional Henkel. Es allí donde una empresa de reclutamiento le propone unirse a la cadena internacional de Canal +, que en aquel momento comienza a establecerse en el norte de África y empieza a trabajar como el primer empleado de esta filial del norte de África, trabajando como director comercial durante dos años
En 1996, creó la agencia de comunicación KNRG con su hermano Ghazi.
Más tarde se unió a su hermano Ghazi en el terreno de la publicidad. En 2002, fundaron un grupo internacional independiente de medios y publicidad, Karoui & Karoui World. Al frente del grupo y después del éxito de una primera oficina en Marruecos, abre sucesivamente oficinas en Argel, Riad, Jartum, Nuakchot y Trípoli. Su grupo ahora es reconocido internacionalmente por su creatividad e ideas innovadoras, lo que le valió varias distinciones. otorgadas por el público y profesionales
Paralelamente al desarrollo internacional, persigue una política de diversificación y crea filiales de producción audiovisual, interactividad digital, exhibición urbana y un sello musical. En 2009 se hizo cargo de la filial de televisión del grupo, Nessma.
Impulsa el dar a conocer el patrimonio musical del Magreb y produce la conexión del programa de televisión Star Academy Maghreb, donde los jóvenes del norte de África viven juntos y se conocen en un intento de mostrar que las barreras a la unión del Magreb son solo políticas.
A partir de 2016, viajó por el país, incluidas las zonas más desfavorecidas para satisfacer a estas poblaciones, ofreciéndoles necesidades básicas y atención médica.
También en 2016, la ONG I Watch lo acusa de lavado de dinero y malversación de fondos en el extranjero, a través de empresas pantalla. En 2017, se filtró una grabación en las redes sociales donde Karoui pide atacar a I Watch, a la que llama "trauidora" y "agentes del extranjero" y pide que se les publique un informe falso. (justificado por sus familiares como una reacción "en caliente").
El 25 de abril de 2019 el equipo de Nessma es incautado a pedido de la Alta Autoridad Independiente para la Comunicación Audiovisual (HAICA), que indica que el canal ha estado transmitiendo sin licencia desde 2014 y esto " tras las múltiples tentativas para encontrar una solución con esta cadena", El 23 de agosto la HAICA y la instancia superior independiente para las elecciones prohíben que Nessma, que emite sin licencia, cubra la campaña electoral.
En agosto de 2021, Nabil Karoui, es detenido en Argelia. por entrar de forma ilegal sobre el territorio.

## Actividad política
El 30 de diciembre de 2010 mientras los disturbios sacuden la región de Sidi Bouzid en el centro de Túnez y los medios de comunicación están silenciados por el régimen de Zine el-Abidine Ben Ali, se compromete a transmitir en su canal de entretenimiento un debate político donde los medios locales revelan la verdad de los hechos por primera vez al público.
Durante la revolución de 2011, transforma el canal en un canal de información que se convierte en una referencia en el panorama mediático tunecino. Karoui luego transmitió la entrevista de Béji Caïd Essebsi, una personalidad ausente de la escena política durante más de veinte años. Después de esta entrevista, se le pide a este último que ocupe el puesto de Primer Ministro de transición.
El 9 de octubre de 2011 su cadena difunde Persépolis. Tras finalizar la emisión unos 200 salafistas intentan quemar el edificio de Nessma antes de atacar su casa unos días después. Como resultado, es procesado por socavar los valores de lo sagrado durante el "juicio de Persépolis", un juicio que tiene repercusión internacional. Se enfrenta a hasta tres años de prisión por blasfemia y finalmente es sentenciado el 3 de mayor de 2013 es condenado a pagar una multa de 2 400 dinares tunecinos, pero se reserva el derecho de apelar. En el juicio, el discurso de Chokri Belaid, líder de la izquierda y abogado Nabil Karoui, causó sensación; será asesinado nueve meses después. Nessma cubre el evento y el jefe del gobierno dimite.

### Nidaa Tounes
Tras la victoria de los islamistas de Ennahdha en la elección de la Asamblea Constituyente, inicia, con Béji Caïd Essebsi y un pequeño grupo de figuras políticas, la creación de un partido político destinado a constituir un contrapeso al poder gobernante. Nidaa Tounes celebra sus primeras reuniones, durante meses, en las oficinas de Karoui y su cadena utiliza toda su influencia para movilizar a los demócratas de todas partes.
Tiene especial visibilidad cuando inicia y organiza en 2013 la reunión de París entre Rached Ghannouchi, el líder de Ennahdha, y Caïd Essebsi. Esta reunión sorprende a los observadores y reduce significativamente la tensión en el país. Nabil Karoui también acompaña a Caïd Essebsi durante un viaje a Argelia. Sin embargo, algunos miembros en su partido lo acusa de exceso de ambición, impaciencia y propensión a la intriga.
En menos de dos años, Nidaa Tounes se convirtió en la primera formación política del país al ganar las elecciones parlamentarias de octubre de 2014 ; la campaña la lleva a cabo su grupo, Karoui & Karoui. Durante las elecciones presidenciales, actúa como proveedor de servicios en el campo visual para la candidatura de Caïd Essebsi, quien gana las elecciones el 31 de diciembre.
Mientras está en la mira de la Alta Autoridad Independiente para la Comunicación Audiovisual en 2015 por un posible papel desempeñado en la campaña electoral de Nidaa Tounes, apoya a Hafedh Caïd Essebsi, el hijo del presidente, en la lucha para el liderazgo del partido y se convierte en miembro de su junta ejecutiva en enero de 2016 después de ayudar a eliminar a Mohsen Marzouk ; luego deja la dirección de Nessma incluso si usa el canal para mediar sus acciones. Sin embargo, ante los desacuerdos que surgen con Hafedh Caïd Essebsi, congela su membresía en el partido y arroja la toalla en abril de 2017. 

### Elecciones presidenciales 2019
En junio de 2019 anunció su candidatura en las elecciones presidenciales, resultando favorito en la mayoría de encuestas. El 18 de junio la Asamblea de Representantes del Pueblo adopta enmiendas controvertidas, utilizadas para bloquear el paso a Karoui y Olfa Terras. Estas enmiendas prohíben la candidatura de personas que han donado a la población, se han beneficiado de financiamiento extranjero o publicidad política durante los doce meses anteriores a unas elecciones, o que poseen antecedentes penales. El 25 de junio 51 diputados de Nidaa Tounes y el Frente Popular presentan un recurso de inconstitucionalidad. El mismo día, se convirtió en presidente de un partido, En el corazón de Túnez, anteriormente conocido como el Partido Tunecino de Paz Social. En julio después de que su partido propone candidatos para las elecciones en 33 circunscripciones, da a conocer las listas encabezadas con 8 mujeres y 25 hombres entre ellos algunos miembros de Nidaa Tounes como Ridha Charfeddine.
El 8 de julio en el marco de las acusaciones presentadas en 2016, se le acusa de lavado de dinero, junto con su hermano Ghazi, se congela sus propiedades y se le prohíbe abandonar el país. Es detenido el 23 de agosto tras con una orden de arresto emitida por la División de Acusación del Tribunal de Apelación de Túnez. Su partido luego denunció las "prácticas fascistas". A pesar de su arresto, su candidatura se mantiene, ya que hasta ahora no ha sido sentenciado por los tribunales, ni privado de sus derechos civiles El 9 de agosto, el ISIE lo inmoviliza por haber comenzado su campaña antes de la fecha oficial. El 28 de agosto, por las mismas razones, ordenó a su equipo de campaña que retirara sus carteles con el lema "La prisión no nos parará... Cita el 15 de septiembre". El 3 de septiembre, un tribunal de apelaciones rechazó la solicitud de liberación de Nabil Karoui. El abogado del candidato, Mohamed Zaanouni, denuncia que su cliente es un preso político.
Después del arresto de Karoui, la Asociación de Magistrados tunecinos solicita al Consejo Superior del Poder Judicial que investigue las condiciones para emitir órdenes de arresto contra los hermanos Karoui y exige que el poder judicial sea liberado de cualquier tensión política. La Liga de Derechos Humanos de Túnez denuncia por su parte una "instrumentalización política para excluir a un adversario a las elecciones", mientras que el partido Afek Tounes le pregunta a Youssef Chahed por el respeto al estado de derecho de las instituciones. El Sindicato de Funcionarios de la Dirección General de Unidades de Intervención también considera que "es necesario intervenir con urgencia (...) con el fin de proteger a las instituciones" del país y pide al Presidente interino, Mohamed Ennaceur, "ofrecer las condiciones de seguridad necesarias a los candidatos" en las elecciones presidenciales. En una tribuna, el empresario Lotfi Bel Hadj considera que el arresto de Nabil Karoui va en contra de la ley tunecina.
En el primer mitin de Nabil Karoui en Gafsa el 2 de septiembre, su esposa abre la campaña electoral. En el escenario, Salwa Smaoui Karoui lee una carta dirigida por Nabil Karoui a sus militantes. Tampoco pudo ir al debate televisado de 7 de septiembre.
El 9 de septiembre, la Misión de Observación Electoral de la Unión Europea hace un llamamiento a las autoridades tunecinas "a tomar las medidas necesarias para permitir a todos los candidatos, incluido Karoui, desarrollar una campaña en el respeto del principio de igualdad de oportunidades en la elección presidencial.
En la primera vuelta de las elecciones presidenciales logró el segundo lugar según datos oficiales con el 15,6% de los votos por lo que competirá en la segunda vuelta electoral con el conservador Kaïd Said que logró el 18,4 por ciento de los votos.

## Vida privada
Está casado con la ejecutiva Salwa Smaoui. Tuvieron una hija y un hijo que murió el 21 de agosto de 2016 en un accidente automovilístico mientras se dirigía a Gammarth.